# Эггивиль
Эггивиль (нем. Eggiwil) — коммуна в Швейцарии, в кантоне Берн. 
Входит в состав округа Зигнау. Население составляет 2497 человек (на 31 декабря 2006 года). Официальный код — 0901.